# لوری الیس
لوری الیس (انگلیسی: Laurie Ellis؛ زادهٔ ۷ نوامبر ۱۹۷۹) بازیکن فوتبال اهل بریتانیا است.
از باشگاه‌هایی که در آن بازی کرده است می‌توان به باشگاه فوتبال ریت روورز و باشگاه فوتبال سنت میرن اشاره کرد.